# Loweina
Loweina es un género de peces linterna de la familia Myctophidae. Esta especie marina fue reconocida por el estadounidense Henry Weed Fowler en 1925.

## Especies
Se reconocen tres especies:
- Loweina interrupta (Tåning, 1928)
- Loweina rara (Lütken, 1892)
- Loweina terminata (Becker, 1964)